# بنجامين تشرتش
بنجامين تشرتش (بالإنجليزية: Benjamin Church) هو عسكري أمريكي، ولد في 1639 في مستعمرة بليموث، وتوفي في 17 أبريل 1718 في ليتل كومبتون في الولايات المتحدة.